# Porto Mantovano
Porto Mantovano är en kommun i provinsen Mantua i regionen Lombardiet i Italien. Kommunen hade 16 578 invånare (2018).